# Richard Proost
Richard Proost (Borgerhout, 29 april 1926 - Turnhout, 7 mei 2004) was een Belgisch bestuurder en politicus voor de CVP.

## Levensloop
Proost was werkzaam als kabinetschef van minister van Nederlandse Cultuur Frans Van Mechelen, ook was hij voorzitter van de raad van bestuur van het IOK.
Na de gemeenteraadsverkiezingen van 1958 werd hij aangesteld als schepen voor onderwijs, schone kunsten en feestelijkheden te Turnhout. Later nam hij als schepen de bevoegdheden opvoeding, cultuur, sport en personeelszaken op zich. Na de gemeenteraadsverkiezingen van 1976 volgde hij partijgenoot Alfons Boone op als burgemeester. Hiermee was hij de eerste Turnhoutse burgemeester van ACW-strekking. Na de gemeenteraadsverkiezingen van 1994 werd hij in deze hoedanigheid opgevolgd door partijgenoot Marcel Hendrickx.
Zijn staatsieportret werd gemaakt door Karel Van Herck en wordt bewaard in het Taxandriamuseum. Ook Max Selen maakte een portret.